# Sforzo di trazione
Lo sforzo di trazione è una forza misurata alla periferia delle ruote motrici o al gancio di trazione dei veicoli ferroviari (locomotive a vapore, Diesel ed elettriche). Con altri elementi permette di determinare quale sia la massa del treno che la macchina può trainare.

### Sintesi introduttive
- Enciclopedia italiana delle scienze, 1970
- Enciclopedia delle scienze De Agostini, 1984
- Filippo Tajani e Luigi Stabilini, Trazione, in Enciclopedia italiana, 1937.

### Presentazioni d'insieme
- Camillo De Gregorio, Meccanica della locomozione. Terrestre, marittima e aerea. Dal corso di tecnica ed economia dei trasporti, Palermo, G. Denaro, 1960.
- Vincenzo Leuzzi, Fondamenti di trasporti, Appunti dalle lezioni del prof. V[incenzo] Leuzzi [tenute presso la] Facoltà di Ingegneria di Roma "La Sapienza", Roma, Edizioni Scientifiche Associate, 1981.
- Matteo Maternini, Trasporti (tecnica). Compendio delle principali questioni economiche e di esercizio dei vari modi di trasporto, Brescia, Queriniana, 1978.
- Alessandro Orlandi, Meccanica dei trasporti, Bologna, Patron, 1990.
- Stefano Ricci, Tecnica ed economia dei trasporti, Milano, Hoepli, 2011, ISBN 978-88-203-4594-5.

### Applicazioni specifiche
- Carlo Abate, La locomotiva a vapore, Milano, Hoepli, 1924. Indice: .
- Augusto Carpignano, Meccanica dei trasporti ferroviari e tecnica delle locomotive. Ad uso di capi deposito locomotive, capi tecnici ed operai della trazione, segretari tecnici, macchinisti, appassionati di ferrovia, 3ª ed., Torino, Libreria Universitaria Levrotto & Bella, 2003, ISBN non esistente.
- Augusto Carpignano, La locomotiva a vapore. Viaggio tra tecnica e condotta di un mezzo di ieri, 2ª ed., Savigliano, L'artistica editrice, 2014, ISBN 978-88-7320-354-4.
- Felice Corini, Costruzione ed esercizio delle ferrovie, 2ª ed., vol. 3 Trazione termica e materiale mobile, Torino, UTET, 1930.
- Giuseppe Vicuna, Organizzazione e tecnica ferroviaria, Roma, Collegio Ingegneri Ferroviari Italiani, 1968.